# 華金·卡斯特羅
華金·卡斯特羅（英語：Joaquin Castro，1974年9月16日—）是一名美國律師和民主黨籍政治人物，2013年起擔任德克薩斯州第20國會選區的美國眾議院議員。該區包括他家鄉聖安東尼奧的一半以上，以及附近的一些郊區。2003年至2013年，卡斯特羅擔任第125選區的德克薩斯州眾議院議員。在州議會期間，他曾擔任高等教育委員會副主席，並是司法和民事法學委員會的成員。他還曾在其他委員會任職，例如縣級事務、邊境和國際事務、以及少年司法和家庭問題。
華金在他的雙胞胎兄弟朱利安·卡斯特羅2020年的總統競選中擔任競選主席。

## 外部連結
- 華金·卡斯特羅 （页面存档备份，存于）眾議員在美國眾議院官方網站的資料
- Joaquin Castro for Congress （页面存档备份，存于）
- 中的“華金·卡斯特羅”
- C-SPAN內的頁面（英文）

- 美國國會國家人物傳記大辭典中的傳記
- 由華盛頓郵報維護的投票記錄
- 智慧投票计划中的傳記、投票紀錄及利益集團評級
- 聯邦選舉委員會中的競選財務報告和數據

| 德克薩斯州眾議院              | 德克薩斯州眾議院                                  | 德克薩斯州眾議院           |
| ----------------------------- | ------------------------------------------------- | -------------------------- |
| 前任者： 阿特·雷納            | 德克薩斯州眾議院議員 來自第125選區 2003年－2013年 | 繼任者： 贾斯廷·罗德里格斯 |
| 美国众议院                    |                                                   |                            |
| 前任者： 查理·岡薩雷斯        | 美國眾議院議員 2013年－至今                       | 現任                       |
| 前任者： 米歇爾·盧漢·格里沙姆 | 美國國會西班牙裔核心小組主席 2019年－2021年       | 繼任者： 勞爾·魯斯         |
| 美國排位名單                  |                                                   |                            |
| 前任者： 馬特·卡特賴特        | 按資歷排位的美國代表 第130位                      | 繼任者： 洛伊丝·弗兰克尔   |